# تروي غريغوري
تروي غريغوري (بالإنجليزية: Troy Gregory)‏ هو مغن مؤلف أمريكي، ولد في 13 نوفمبر 1966 في ديترويت في الولايات المتحدة.

## وصلات خارجية
- الموقع الرسمي
- تروي غريغوري على موقع IMDb (الإنجليزية)
- تروي غريغوري على موقع ميوزك برينز (الإنجليزية)
- تروي غريغوري على موقع أول ميوزيك (الإنجليزية)
- تروي غريغوري على موقع ديسكوغز (الإنجليزية)
- تروي غريغوري على موقع قاعدة بيانات الفيلم (الإنجليزية)